# 八戸義論
八戸 義論 / 南部 義論（はちのへ よしとき / なんぶ よしとき）は、江戸時代の武士。陸奥国盛岡藩遠野領主。遠野南部家（根城南部家、八戸氏）3代当主（24代当主）。

## 略歴
天和2年（1682年）10月14日、遠野南部家（八戸氏）2代当主八戸義長の次男として、陸奥国盛岡新庄北家下屋敷に生まれた。母は北宣継の娘連。幼名は「戌千代」。
元禄元年（1688年）6月28日、父義長が死去。継嗣の戌千代は7歳の幼児で、家中に相続を危ぶむ声があったが、代々の功績により11月13日、藩主重信に家督と遺領の相続を許される。
母親の連が戌千代の後見を務め、連の父で戌千代の外祖父北宣継の家中への干渉を受けるようになる。家督相続の翌日に、幼い戌千代はまだなんの奉公も出来ないとの理由から、宣継の強い勧めを受けて、預かり地2180余石（延宝3年（1675年）6月に父義長が領内の検地を行い、禄高を超過した2180余石を本藩からの預かり地として領していた。）を本藩に返上することとなる。
元禄2年（1689年）正月に通称を「弥六郎」と改めた。元禄3年（1690年）2月、藩主重信の5歳になる娘慶姫との縁組を命じられ、慶姫が許嫁として遠野屋敷に輿入れする。
元禄9年（1696年）1月、宣継の勧めで、藩主重信に盛岡の火消番を務めたいと願い出て、藩主重信の十一男七戸愛信（慶姫の兄）と共に火消番を命じられた。
元禄11年（1698年）10月15日、愛信の加冠で元服。
元禄12年（1699年）に慶姫との婚礼が予定されていたが2月に疱瘡に罹り、5月21日死去。享年18。6月7日、遠野大慈寺に葬られた。

## 人物
詩文を作るのが巧みで、親交のある盛岡聖寿寺住職匡道の漢詩に和韻した。